# 日本製紙石巻硬式野球部
日本製紙石巻硬式野球部（にっぽんせいしいしのまきこうしきやきゅうぶ）は、宮城県石巻市に本拠地を置き、日本野球連盟に加盟する社会人野球の企業チームである。
運営母体は、大手製紙会社の日本製紙。

## 概要
1986年、十條製紙の石巻工場で、『十條製紙硬式野球部』として創部。
1993年、十條製紙と山陽国策パルプが合併し日本製紙が発足したのに伴い、チーム名を『日本製紙石巻硬式野球部』に改称した。山陽国策パルプは、北海道旭川市を拠点に活動する硬式野球部を持っており、そちらは『日本製紙旭川硬式野球部』に改称した。
創部当初から、強豪チームがひしめく宮城県において東北予選にまで駒を進めることができなかった。2000年シーズン限りで合理化に伴い日本製紙旭川が廃部となり当チームに統合され、本社唯一の硬式野球部となった。さらに、サンワード貿易などからの移籍選手を獲得したものの、それでもなおチームは予選敗退が続いた。
2009年、当時の石巻工場長の進言によってチームの抜本的な改革に着手。有力新人選手や同年限りで休部となった日産自動車から移籍選手を獲得し、チーム力の底上げを図った。その結果、2010年は都市対抗野球の東北予選で全勝し東北第1代表として本戦初出場を果たした。本戦では、1回戦でヤマハに敗れた。
2011年、3月11日に発生した東北地方太平洋沖地震に伴う東日本大震災で石巻工場が被災した。2ヶ月間工場に覆ったがれきの撤去作業に追われ、また球場や練習場も使用出来なくなったため、復旧するまでは旭川工場のグラウンドなど各地を転々として練習を重ねた。その後、練習場が復旧してからは、練習環境が整っていなかった石巻工業高に室内練習場を提供し、同校は21世紀枠として2012年のセンバツに出場した。
その後、吸収されたかつての名門・大昭和製紙のOBも指導陣に加わっている。2013年、都市対抗野球の東北予選で第1代表の座を勝ち取り、3年ぶり2回目となる本戦出場を決めた。本戦では、地元から約8000人の応援団が駆けつけ、1回戦で信越硬式野球クラブを、2回戦でJFE西日本を連破して8強入りを果たした。

## 沿革
- 1986年 - 『十條製紙』として創部。
- 1993年 - 母体の合併に伴い、チーム名を『日本製紙石巻』に改称。
- 2000年 - シーズン終了をもって日本製紙旭川を廃部にし、当チームに統合。
- 2010年 - 都市対抗野球に初出場（初戦敗退）。
- 2014年 - 日本選手権に初出場（初戦敗退）。

## 主要大会の出場歴・最高成績
- 都市対抗野球大会：出場6回、8強1回（2013年）
- 社会人野球日本選手権大会：出場3回
- JABA北海道大会：優勝1回（2017年[4]）
- JABA東北大会：優勝1回（2017年[4]）

## 出身プロ野球選手
- 久古健太郎（投手） - 2010年ドラフト5位で東京ヤクルトスワローズに入団
- 比屋根渉（外野手） - 2011年ドラフト3位で東京ヤクルトスワローズに入団
- 太田裕哉（投手） - 2011年ドラフト4位で東京ヤクルトスワローズに入団
- 相沢晋（投手） - 2013年ドラフト8位で東北楽天ゴールデンイーグルスに入団
- 伊東亮大（外野手） - 2014年ドラフト7位で東北楽天ゴールデンイーグルスに入団
- 松崎啄也（内野手） - 2015年ドラフト8位で読売ジャイアンツに入団
- 宮内春輝（投手） - 2022年ドラフト6位で北海道日本ハムファイターズに指名

## かつて在籍していた選手・監督
- 松浦吉仁（外野手） - 選手・監督として在籍、松浦慶斗の父
- 米谷真一（投手） - 元俳優（子役）